# Frantz Fanon
Frantz Fanon (Fort-de-France, 20 de juliol de 1925 - Bethesda 6 de desembre de 1961) va ser un psiquiatre, fiòsof i escriptor francès. És un pensador neomarxista de Martinica, que es va enfocar en el tema de la descolonització i psicopatologia de la colonització. Els seus treballs, principalment l'obra publicat el 1961 Les Dammés de la terre, traduït al català el 2020 com Els condemnats de la terra  han inspirat moviments d'alliberament anti colonialista durant més de quatre dècades del segle xx. Sobretot popular al món anglosaxó i encara més en els cercles dels intel·lectuals afroamericans per les seves anàlisis del colonalisme i del racisme.

## Biografia
Frantz Fanon va néixer a Martinica, en l'època que aquesta era una colònia francesa, en el si d'una família amb barreja d'avantpassats africans, tàmils i blancs, que vivia una situació econòmica relativament bona per a l'estàndard de la regió, però lluny del que consideraríem com classe mitjana. Després que França es rendís davant els nazis el 1940, la tropes navals de la França de Vichy es van establir a Martinica. Aquestes tropes presumptament es van comportar de forma obertament racista, donant motiu a moltes acusacions d'abús sexual i conductes impròpies. Aquests abusos van exercir una gran influència en Fanon, qui, com molts, va haver d'ocultar la seva alienació i disgust enfront de la realitat del racisme colonial francès.
Als 18 anys, Fanon abandona l'illa i viatja a Dominica, on se suma a les Forces Franceses Lliures, per a després allistar-se en l'exèrcit d'aquest país en la guerra contra l'Alemanya Nazi. Per la seva participació eroica en la batalla d'Alsàcia, el 1944 va rebre la medalla de la Croix de Guerre. Quan la derrota alemanya es va fer imminent i els aliats van creuar el Rin cap a Alemanya, el regiment de Fanon va ser «blanquejat», el que va significar que ell i tots els soldats no blancs van ser concentrats a un camp a Toló a Provença.

### Després de la Segona Guerra Mundial
El 1945, Fanon va tornar a Martinica per un període curt però significatiu. A pesar que ell mai es va declarar comunista, va treballar en la campanya electoral del seu amic i mentor intel·lectual Aimé Césaire, un dels creadors de la teoria de la negritud, que es va presentar com a candidat comunista a l'Assemblea de la Quarta República Francesa. Fanon va restar a l'illa només prou temps per acabar el seu baccalauréat, i tornà a França per a estudiar medicina i psiquiatria a Lió. Hi va conèixer Maurice Merleau-Ponty. Es va graduar com a psiquiatre el 1951 i va començar a exercir sota la supervisió del metge català Francesc Tosquelles Llauradó, de qui va absorbir la idea de la importància del fet cultural en la psicopatologia.
Fanon va romandre fins a 1953 a la França metropolitana. Durant aquest període va escriure el primer dels llibres pels quals és conegut: Peau noire, masques blancs, que va ser publicat el 1952. Aquest llibre respon una pregunta que probablement Fanon va començar a fer-se quan va presenciar l'abús dels seus veïns a Martinica i quan el seu regiment va ser "blanquejat": perquè un negre està disposat a arriscar la vida pels qui el menyspreen i abusen? La resposta que el llibre ofereix és que ser colonitzat és més que ser subjugat físicament, és ser-ho culturalment. Ser colonitzat és també perdre un llenguatge i absorbir altre. En les seves paraules: "Parlar (un idioma)... significa sobretot assumir una cultura, (implica) absorbir el contingut d'una civilització".
El 1953 va assumir com Cap de Servei a l'Hospital Psiquiàtric de Blida-Joinville a Algèria, on va revolucionar el tractament, introduint pràctiques de teràpia social que es basen en la idea de la rellevància del fet cultural tant per a la psicologia normal com per a la patologia. Hi tractava alhora militars francesos que havien torturat i algerians, víctimes de tortura, fins que ja no va poder suportar aquesta contradicció.

### Guerra d'Alliberament d'Algèria
Seguint el començament de la Guerra d'Algèria, el (novembre de 1954) Fanon es va unir en secret al Front d'Alliberament Nacional (FLN), com a resultat del seu contacte amb el doctor Chaulet i de la seva experiència directa dels resultats de les pràctiques que l'exèrcit francès estava emprant.
Durant aquest període va viatjar moltíssim per Algèria, amb l'aparent propòsit d'estendre els seus estudis culturals i psicològics sobre els algerians, cosa que va produir estudis com ara El marabout de Si Slimane. Aquests viatges també servien per a propòsits clandestins, especialment els realitzats al balneari de Chrea, on hi havia una base del FLN. L'estiu de 1956 va escriure la seva famosa Carta Pública de Renúncia al Ministre Resident i com a conseqüència va ser expulsat d'Algèria el gener de 1957. En aquesta carta, Fanon rebutjava d'una vegada per sempre el seu passat assimilacionista.
Després d'una estada molt curta a França, va viatjar en secret a Tunis on va formar part del col·lectiu editorial "El Moudjahid". Els seus escrits d'aquest període van ser col·leccionats i publicats després de la seva mort sota el nom "Cap a la Revolució Africana". En ells Fanon es revela com un dels estrategs del FLN. També va actuar com ambaixador del govern provisional algerià a Ghana i va participar nombroses conferències a Accra, Conakry, Addis Ababa, Leopoldville, El Caire i Trípoli.

### Malaltia i mort
Després d'una esgotadora travessia pel Sàhara per a obrir un tercer front en la lluita per la independència, Fanon va ser diagnosticat de leucèmia. Va viatjar llavors a l'URSS i va experimentar alguna millora. A la seva tornada a Tunis, va dictar el seu testament, el llibre que asseguraria la seva importància en els desenvolupaments polítics del segle xx: Els Condemnats de la Terra (publicat postmortem el 1961) Quan la seva condició ho permetia, feia classes als oficials del FLN a la frontera d'Algèria i Tunísia i va anar a Roma per a visitar-hi, per última vegada, Jean-Paul Sartre i demanar-li que escrigui el prefaci. Més tard es traslladà als Estats Units per a rebre tractament, i va reeixir ingressar al país amb l'ajuda de la CIA, sota el nom d'Ibrahim Fanon. Va morir el 6 de desembre de 1961 a l'hospital de Bethesda (Maryland). Després de rebre un funeral d'honor a Tunis va ser enterrat al Cementiri dels Màrtirs (Chouhada) a Ain Kerma (a l'est d'Algèria) al mig dels sepulcres d'altres lluitadors per la llibertat.
Li va sobreviure la seva esposa, Josie Dublé, els seus fills Olivier i Mireille, filla d'un matrimoni anterior, qui es va casar amb Bernard Mendès-France, fill del conegut polític francès Pierre Mendès-France.

## Obra - esbós crític
L'obra política de Fanon és alhora complexa i controvertida. Ha estat, per exemple, acusat de tenir una visió simplista i gairebé maniquea tant dels problemes com de les solucions. Per altra banda, s'ha dit que les seves idees antecedeixen pensadors com ara Michel Foucault i que així formen una de les bases del postmodernisme i postcolonialisme. Certament ha servit d'inspiració a molts pensadors i moviments profundament crítics o revolucionaris, influint indirectament fins i tot en corrents com el feminisme i la teologia de l'Alliberament. Fanon va publicar Peau noire, masques blancs a París, 1952. En aquest llibre tracta, a través de reminiscències sobre la seva vida personal i utilitzant mètodes crítics derivats del psicoanàlisi, d'entendre per quina raó els negres adopten els valors dels subjugadors blancs i els resultats que això produeix, especialment entre els subjugats. En les seves paraules:
| «                                           | Volem comprendre per què a un antillà li agrada ben parlar el francès. | Nous voulons comprendre pourquoi l'Antillais aime bien parler le français. | » |
| — Frantz Fanon, Peau noire, masques blancs, |                                                                        |                                                                            |   |

La resposta de Fanon situa conceptes com raça, classe, cos, llenguatge i cultura al centre de problemes que abasten fenòmens com marginació i desigualtat social, automenyspreu, inseguretat, servilisme, autopatologització. Com hem dit, el llibre és complex, però la tesi central pot ser resumida en la idea que els subjugats tracten de superar la seva condició assumint el bagatge cultural dels subjugadors, especialment el llenguatge, (posant-se les màscares blanques del títol) però en fer això, absorbeixen normes que són inherentment discriminatòries o; si escau, racistes; el que al seu torn duu a sentiments profunds d'inseguretat i inferioritat. Acceptar el concepte de l'opressor del que són els oprimits és acceptar que s'és salvatge, no completament humà, inferior, etc.
No obstant això, Fanon insisteix que l'ésser blanc no pot existir sense el seu complement «ser negre». Ambdós són les cares oposades d'un procés dialèctic que podria dur a una nova relació o societat que no es basi en la discriminació de «l'altre».
J. P. Sartre va comentar que el llibre és «la negació de la negació del negre». Alguns autors l'han criticat per semblar oblidar que l'«oralitat» pot tenir un paper positiu de resistència entre els oprimits, donant poder als subjectes (en el seu doble sentit d'individus i sotmesos). Consideri's, per exemple, i en relació als temps i problemàtica de Fanon, tant Albert Camus com Jean Genet i Jacques Derrida, etc., sense oblidar, paradoxalment, al mateix Fanon.
La segona publicació fonamental de Fanon va tenir lloc, el 1961, després de la seva mort. El títol: Les Damnés de la Terre, és una referència explicita al primer vers de La Internacional, que, en francès diu: «Debout! les damnés de la terre! Debout! les forçats de la faim!». Aquests condemnats de la terra no són el proletariat de Karl Marx sinó més aviat el lumpenproletariat, els marginalitzats o el poble. Fanon específicament fa servir el darrere mot per a referir-se a qui no prenen part en la producció industrial, especialment la pagesia pobra que viu als afores de les ciutats. Argumenta que solament aquest grup té o conserva la suficient autonomia de l'aparell colonitzador com per a muntar reeixidament una rebel·lió. Per a ell, tant el proletariat urbà com les classes burgeses són «assimilades» i mancades de la motivació o necessitat de posar en efecte una revolució veritable.
Igualment controvertida és la introducció de Sartre. Sartre hi interpreta el llibre com una crida inequívoca a la lluita armada. Això es deriva del primer capítol del llibre («Sobre la Violència») que discuteix el paper de la violència com a catarsi de la subjugació. Argumentant —amb Fanon— que la colonització en si mateixa és un acte de violència. Sartre escriu:
| « | Farien bé a llegir Fanon, perquè mostra clarament que aquesta violència irrepresible no és ni soroll sense sentit ni la resurrecció de l'esperit salvatge, ni tan sols el producte del ressentiment: és l'home recreant-se a si mateix […] no hi ha acte de tendresa que pugui esborrar les marques de la violència, només la violència mateixa pot destruir-les. | » |

La visió Sartriana pot ser vista com a apologia o glorificació de la violència, que suggereix que només ella és el motiu del canvi i només ella produirà la nova societat i l'home nou. Fanon mateix sembla més subtil. Diu en les pàgines següents: «La violència del règim colonial i la contra violència del nadiu s'equilibren amb un grau extraordinari d'homogeneïtat reciproca. […] Els actes de violència per part dels pobles colonitzats seran proporcionals al grau de violència exercit pel règim colonial amenaçat.» Fanon sembla suggerir que l'ús de la violència, més que desitjable, és inevitable. Però el seu ús no manca de perills. Fanon va agregar, en un discurs a intel·lectuals africans, referint-se tangencialment al problema de la violència, un advertiment:
| « | L'alliberament d'una nació és una cosa. Els mètodes i contingut popular de la lluita altra. Em sembla que el futur de la cultura nacional i les seves riqueses són tant expressió com part dels valors que han dirigit aquesta lluita per la llibertat. | » |

El llibre és més profund que una lectura ràpida suggereix. Fanon examina no solament les maneres directes a través de les quals un poder metropolità exerceix i manté la seva dominació, sinó també les maneres més subtils, les que fan que els mateixos dominats es transformin en instruments, d'una banda, de la seva opressió i, per l'altre, agents d'alliberament. I el mecanisme central en tots aquests casos és la cultura. Fanon agrega (en el mateix discurs): «Hem vist l'aparició del moviment (cap a la independència) en formes culturals i hem vist com aquest moviment i aquestes noves formes culturals estan lligades a l'estat de maduresa de la consciència nacional. Ara, aquest moviment tendeix cada vegada més a expressar-se de manera objectiva, en institucions. És per aquest motiu ve la necessitat d'una existència nacional, costi el que costi.»
Si hi ha una cosa que es pot criticar de Fanon és que sembla molt proper a una idea comuna en aquests dies a Àfrica tant de la llibertat com de les seves conseqüències. La idea que bastaria assolir la independència per a solucionar tot. Fanon agrega que: "Després del conflicte hi ha no només la desaparició del colonialisme, però del colonitzat […] Aquesta humanitat nova no pot fer altra cosa que definir un humanisme nou per a si mateix i per a uns altres". No obstant això Fanon no era cec als perills que la situació implica. Adverteix contra el culte del líder i de la personalitat, la retirada a concepcions romàntiques d'un passat heroic i el reemplaçament d'elits estrangeres amb elits locals que busquen imitar i són servils als interessos d'aquests mateixos estrangers (assimilats, en el llenguatge de Fanon). Fanon creu que aquests i altres perills es deriven principalment de la temptativa d'imitar a Europa i agrega en el capítol 6 (conclusions) després d'acusar Europa d'inhumanitat i genocidi contra els no blancs en el nom de la humanitat i el seu progrés:
| «                                                         | Així, camarades, no rendim tribut a Europa creant Estats, institucions i societats qui s'hi inspiren. La humanitat espera de nosaltres alguna altra cosa que una imitació caricaturesca, i generalment obscena. […] Per Europa mateixa, per nosaltres i per la humanitat, camarades, ens es menester una imatge nova, hem de desenvolupar concepcions noves, i hem d'intentar d'aixecar un home nou. | Donc camarades, ne payons pas de tribut à l’Europe en créant des Etats, des institutions et des sociétés qui s’en inspirent. L’humanité attend autre chose de nous que cette imitation caricaturale et dans l’ensemble obscène.[…] Pour l’Europe, pour nous-mêmes et pour l’humanité, camarades, il faut faire peau neuve, développer une pensée neuve, tenter de mettre sur pied un homme neuf. | » |
| — Frantz Fanon, Les damnés de la terre, conclusion (1961) | | |   |

Una altra critica sovint dirigida a Fanon, especialment als Estats Units, és que emmalalteix d'una visió maniquea de la societat europea o occidental: el blanc és bo i el negre dolent i, per tant, s'oposen absolutament, requerint en conseqüència un món totalment nou per a superar aquesta dicotomia. En favor de Fanon es pot al·legar que les experiències de la seva vida van deixar poc espai per a concepcions intermèdies. Al cap i a la fi, algú que arrisca la seva vida per a defensar el que considera el seu país per a rebre després com agraïment ésser remogut de les files a punta de fusell a fi d'evitar que aparegui en la desfilada d'honor a causa del color de la seva pell té el dret a pensar que aquest color presenta, ben bé per als altres, un problema insoluble que li impedeix assolir el dret a ser tractat no solament com a ciutadà amb igualtat de drets però sobre la base dels seus actes.

## Influència i llegat
Les idees centrals de la visió de Fanon poden resumir-se més o menys simplificadament en tres postulats: 
- L'absorció de cultures o ideologies dominants per part dels sotmesos produïx resultats patològics, tant en l'àmbit social com individual.
- El reemplaçament de formes discriminatòries de relació social és producte de l'expressió de noves formes culturals i polítiques que apareixen entre els subjugats. Aquestes formes polític-culturals són l'expressió de l'essència existencial de grups marginats per la cultura dominant i produir-la inevitablement una nova humanitat.
- El poder catàrtic de la violència revolucionària. Solament la violència pot alliberar totalment del llegat de la subjugació, eliminant els sentiments d'inferioritat i produint una consciència de control sobre el mateix destí.

Aquestes idees s'han fet comunes entre molts, nodrint, encara que no sempre en la seva totalitat o exclusivament, moviments tan diferents com el grup Baader-Meinhof a Alemanya i la comunitat cristiana pacifista a Iona (Escòcia) que es defineix, entre altres coses, com lluitant cultural i políticament contra el racisme. Aquestes idees van contribuir, entre d'altres, a formar les percepcions bàsiques de desenvolupaments d'una banda acadèmics, com ara la psicologia critica i el post-colonialisme, i per l'altre, socials, com ara el moviment per la igualtat de gèneres sexuals (per exemple, el feminisme) i moviments d'alliberament i renovació cultural en els pobles africans, llatinoamericans, palestins, tàmils, afroamericà i irlandès. Recentment, el moviment sud-africà Abahlali baseMjondolo ha estat influenciat per les seves percepcions.
Notable entre aquestes influències va ser la qual va tenir sobre tres dels seus lectors més coneguts: Ernesto "Che" Guevara a Amèrica Llatina. Steve Biko a Sud-àfrica i Ali Shariati a l'Iran. Però àdhuc entre ells aquesta influència no va ser una aplicació rígida a altres realitats. Per a Guevara, per exemple, la idea de l'home nou adquireix un significat derivat del socialisme i el paper de la violència passa de ser una expressió cultural popular a una eina que avantguardes utilitzen gairebé com mecanisme terapèutic, a fi de produir aquest canvi cultural. Aquesta aproximació pas a ser anomenada foquisme o guevarisme.
Shariati tracta de revolucionar la interpretació de l'islam, que creia els seus valors eren destruïts per, d'una banda, concepcions degradants de la vida producte de la sobrevaloració de la tecnologia i la ciència, etc., en la seva majoria provinents d'Europa, i, en l'altre, per concepcions petrificades dels ulemes. Per a ell, la veritable revolució serà la concreció del món unit dels creients (umma), la que s'assolís quan els fidels adquireixin una fe veritable i s'hi dediquin totalment (arribant a ser l'home nou o muyahid) de tal manera que fins i tot donin vida per les seves ideals. És important entendre que Shariti no crida necessàriament a usar violència física. El concepte islàmic de yihad és primordialment una dedicació (lluita) en la vida personal, però també estar disposat a confrontar les desigualtats i injustícies (en el sentit de violacions de la voluntat divina) allí on es trobin, fins i tot en l'Islam mateix (o els països que es declaren islàmics). L'umma implica la fi de tota contradicció i injustícia, en la mesura que serà, per dir-lo així, l'encarnació del déu monoteista, el triomf del bé i el diví sobre el mal i el satànic. La violència és llavors més que expressió cultural, expressió de fervor religiós, utilitzada no tant contra els poders colonials, sinó contra les elits assimilacionistes i corruptes, manifestacions culturals occidentalitzades, formes de vestir, estils musicals, cinemes, etc. Al costat d'això se sol afirmar que la democràcia liberal és aliena als valors culturals islàmics, proposant-se en el seu lloc repúbliques islàmiques.
Biko fou potser qui es va mantenir més prop de la concepció original. Enfront del separatisme imposat pel sistema d'apartheid cercà revitalitzar els valors culturals i ètics dels oprimits, a fi de, començant per crear la consciència de ser negre arribar a una (llavors nova) concepció del que significa ser sud-africà. I la violència es veu com a forma de resistència, expressant-se de maneres pròpies als desposseïts o marginats: revalorització de formes culturals tradicionals (cançons, contes populars, etc.) violència sobre ells mateixos (des de vagues de fam a negació a prestar serveis) a violència directa contra els assimilats i els opressors. Les damnés de la terre és encara objecte d'estudi en col·legis militars dels EUA, en el present, com ajuda a entendre la situació a l'Iraq.

## Publicacions
- L'œil se noie, Les Mains parallèles i La Conspiration, tres peces de teatre inèdites escrites entre 1949 i 1950;
- Peau noire, masques blancs, 1952 (edició en línia)
- L'An V de la révolution algérienne, 1959
- Els condemnats de la terra (2020, traducció al català per Maria Llopis Freixas de Les Damnés de la Terre de 1961)[16]
- Pour la révolution africaine, La Découverte, 1964

## Enlaços externs
- Fondation Frantz Fanon - Lloc web oficial (francès)